# NGC 5510
NGC 5510 is een onregelmatig sterrenstelsel in het sterrenbeeld Maagd. Het hemelobject werd in 1886 ontdekt door de Amerikaanse astronoom Ormond Stone.

## Synoniemen
- ESO 579-3
- MCG -3-36-10
- NPM1G -17.0387
- IRAS 14108-1744
- PGC 50807